# Jon Hiseman

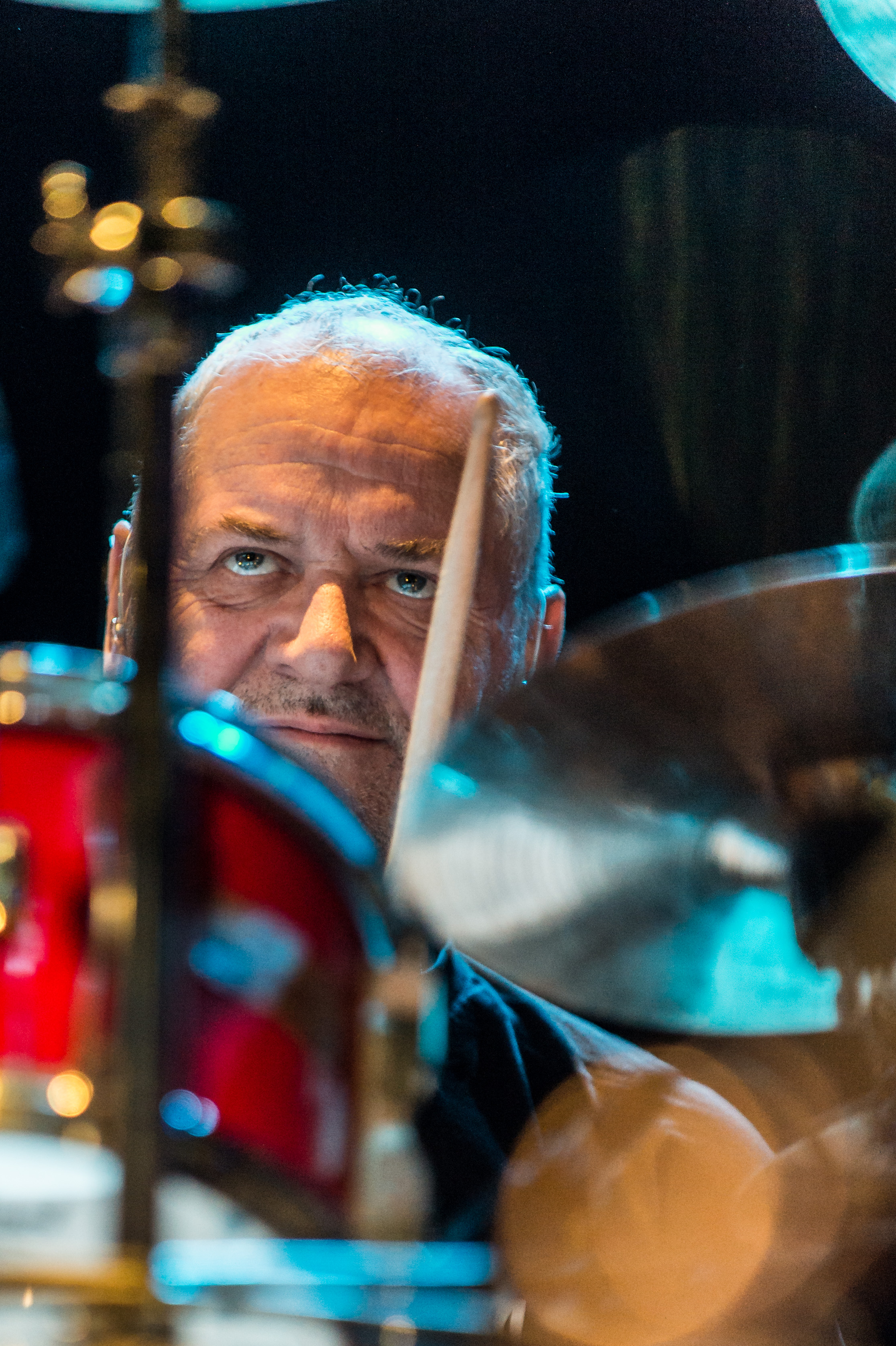
Jon Hiseman (2015)

Philip John „Jon“ Hiseman (* 21. Juni 1944 in Blackheath, London; † 12. Juni 2018 in Sutton, London) war ein britischer Rock- und Jazz-Schlagzeuger. Er galt als eine „Galionsfigur der britischen Szene“. Legendär wurden seine bis zu 15 Minuten andauernden Schlagzeugsoli mit einem Doublebassdrumset.

## Leben und Wirken
Hiseman hatte als Kind Klavier- und Violinunterricht und erste Auftritte in einem Kinderballett; seine wahre Leidenschaft fand er in der Percussion. Er lernte als Autodidakt Schlagzeug. Auftritten mit kleinen Tanz-Orchestern und einem Jazztrio mit Dave Greenslade und Bassist Tony Reeves ab 1958 folgte 1962 der Einstieg in die Londoner Musik-Szene, wo er als semi-professioneller Schlagzeuger mit zahlreichen Rhythm-and-Blues- und Jazzbands auftrat. Er arbeitete mit dem Pianisten Mike Taylor und gehörte 1964 zu den Mitbegründern des New Jazz Orchestra. Die Mixtur aus Rhythm and Blues und innovativem Modern Jazz hatte großen Einfluss auf seinen späteren Stil und seine Spieldynamik.

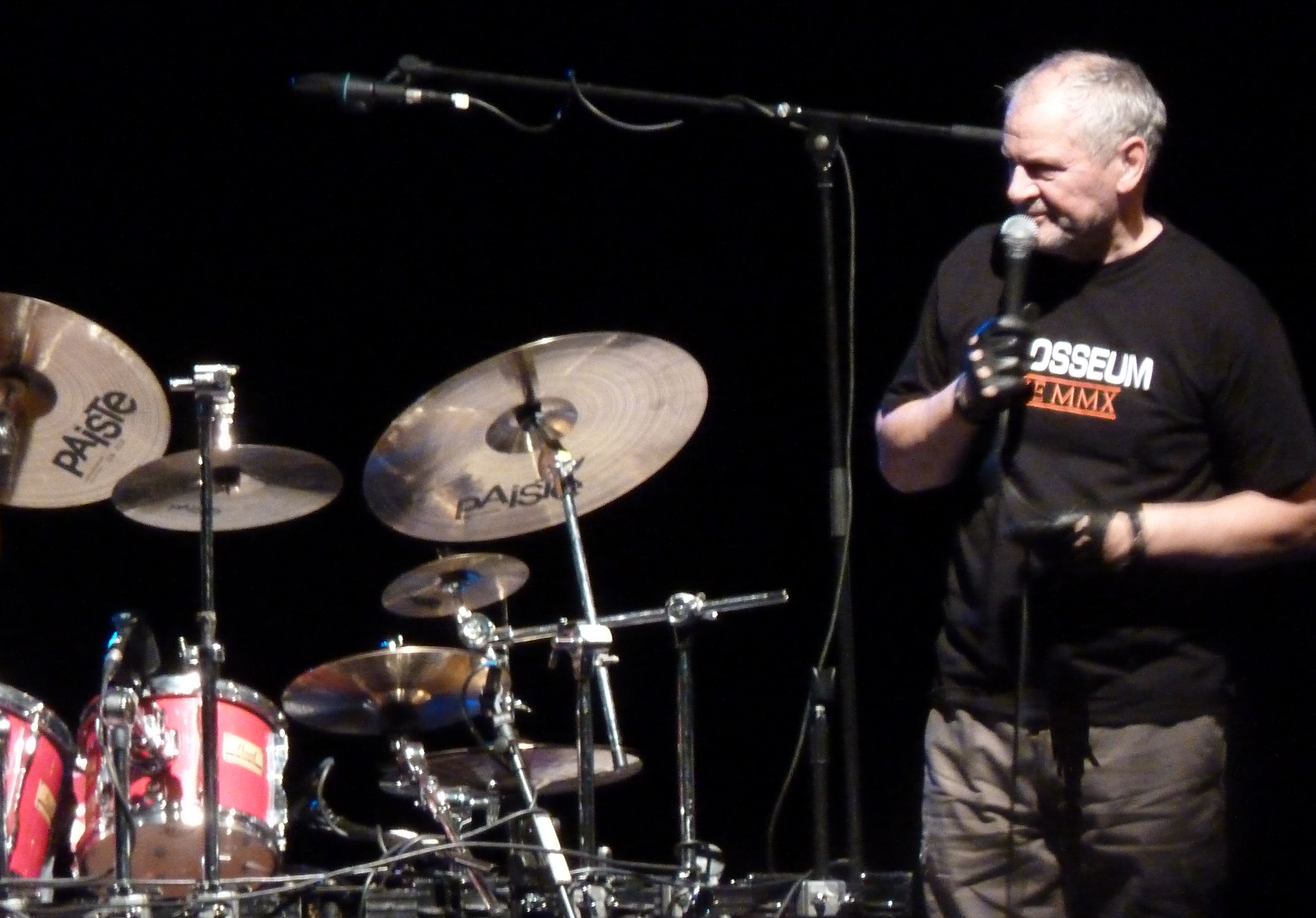
Jon Hiseman, 2010

Hiseman spielte in zahlreichen bekannten Bands. So war er Nachfolger von Ginger Baker bei The Graham Bond Organization, wo er u. a. mit Jack Bruce und Dick Heckstall-Smith zusammen spielte. Diese drei wechselten nacheinander zu John Mayalls Bluesbreakers. Zwischenzeitlich hatte Hiseman 1967/68 für die Blue Flames von Georgie Fame gearbeitet. Außerdem wirkte er 1967 an Howard Rileys Debütalbum Discussions mit.
1968 gründeten Hiseman und Heckstall-Smith die Band Colosseum, die mit ihrer Fusion von Rock, Jazz und Blues große Erfolge erzielte. Nach der Auflösung von Colosseum hob Hiseman 1972 Tempest aus der Taufe, ohne jedoch an den Erfolg von Colosseum anknüpfen zu können. Daneben spielte er im Trio mit Jack Bruce und John Surman.
1975 entstand Colosseum II mit Gary Moore an der Gitarre und bald darauf mit Don Airey an den Keyboards. Nach drei Jahren mit drei fast ausschließlich instrumentalen Alben zerbrach die Band, auch am geringen kommerziellen Erfolg.

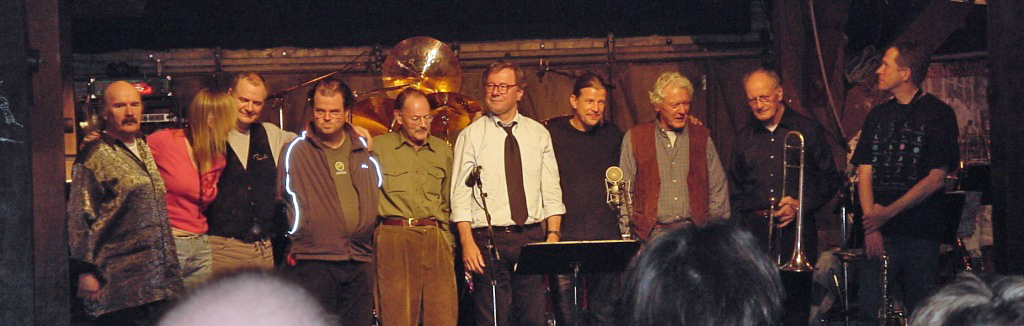
Hiseman mit dem United Jazz + Rock Ensemble (2002)

Danach spielte Hiseman bei vielen Gelegenheiten als Gastmusiker. Regelmäßig arbeitete er in der Band seiner Ehefrau Barbara Thompson (Saxophon). Hiseman und Thompson gehörten 1976 neben Volker Kriegel, Albert Mangelsdorff, Eberhard Weber, Ian Carr, Charlie Mariano und Ack van Rooyen zu den ersten Mitgliedern des von Wolfgang Dauner gegründeten United Jazz + Rock Ensemble.
Seit 1994 war Hiseman wieder mit Colosseum erfolgreich unterwegs. Daneben war er auch als Produzent und Toningenieur tätig, beispielsweise für die Fusionband Nucleus, den Pianisten Keith Tippett oder Andrew Lloyd Webber.
Hiseman war Vertreter eines Legato-Sounds, den er wie folgt kennzeichnete: „Es ist meine persönliche Spielweise, dass ich Jazz- und Rock-Rhythmen miteinander verbinde. Ich spiele nie auf dem Beat, sondern es ist immer eine fließende, schwebende Bewegung in meinen Trommeln.“
Am 25. April 2018 wurde bei Jon Hiseman in einer Spezialklinik in London ein Hirntumor festgestellt. Bei der laufenden Tournee von JCM mit Clem Clempson und Mark Clarke ging es ihm während der letzten Konzerte zunehmend schlechter, sodass die Tournee abgebrochen werden musste. Am 12. Juni 2018 starb Hiseman im Alter von 73 Jahren nach einer Tumoroperation.

## Privates
1967 heiratete er Barbara Thompson, mit der er zwei Kinder hatte. Ihre Tochter Ana Gracey (* 1975) trat 2015 als Gastsängerin mit Colosseum auf und ist auch auf der letzten Aufnahme vertreten.

## Instrumente
Hiseman spielte meist mit zwei Bass Drums.

## Diskografie (Auswahl)
- Pendulum, Mike Taylor (1964)
- Western Reunion, New Jazz Orchestra (1965)
- Trio, Mike Taylor (1966)
- Discussions, Howard Riley (1967)
- Bare Wires, John Mayall (1968)
- Local Colour, Pete Lemer Quintet (1968)
- Things We Like, Jack Bruce (1968)
- Looking Back, John Mayall (1969)
- Songs for a Tailor, Jack Bruce (1969)
- Solid Bond, Graham Bond (1970)
- Overdog, Keef Hartley Band (1971)
- Thru the Years, John Mayall (1971)
- A Story Ended, Dick Heckstall-Smith (1972)
- Jack Bruce at His Best, Jack Bruce (1972)
- Knirsch, Wolfgang Dauner's Et Cetera feat. Jon Hiseman, Larry Coryell (1972)
- Symphony of Amaranths, Neil Ardley (1972)
- Two Weeks Last Summer, Dave Cousins (1972)
- Tempest, Tempest (1973)
- Living in Fear, Tempest (1974)
- Snake Hips Etcetera, Nucleus (1975)
- Peter und der Wolf, Lumley/Lancaster (1975)
- Primal Solos, John Mayall (1977, Kompilation)
- Variations, Andrew Lloyd Webber (1978)
- Tell Me on a Sunday, Marti Webb / Andrew Lloyd Webber (1979)
- Wilde Tales, Barbara Thompson’s Paraphernalia (1979)
- Live in Concert, Barbara Thompson’s Paraphernalia (1980)
- Samba Solstice, Marcio Montarroyos (1981, Kompilation)
- A Night in the Sun, Jon Hiseman (1982)
- Mother Earth, Barbara Thompson’s Paraphernalia (1982)
- Jazz-London 27 (/ 28), Barbara Thompson’s Paraphernalia (/ The Martin Taylor Trio) (1983)
- Pure Fantasy, Barbara Thompson’s Paraphernalia (1984)
- Ganz schön heiss, Man!, Jon Hiseman (1986)
- Heavenly Bodies, Barbara Thompson (1986)
- A Cry from the Heart (Live in London), Barbara Thompson’s Paraphernalia (1988)
- Breathless, Barbara Thompson’s Paraphernalia (1991)
- Everlasting Flame, Barbara Thompson’s Paraphernalia (1993)
- Rage of the Heart, Rage Of The Heart (1993)
- Lady Saxophone, Barbara Thompson’s Paraphernalia (1996)
- As It All Began, John Mayall’s Bluesbreakers (1997)
- Shifting Sands, Barbara Thompson’s Paraphernalia (1998)
- Thompson’s Tangos And Other Soft Dances, Barbara Thompson’s Paraphernalia (2000)
- Never Say Goodbye, Barbara Thompson’s Paraphernalia (2007)
- The Last Fandango, Barbara Thompson’s Paraphernalia (2015)

## Lexigraphische Einträge
- Wolf Kampmann (Hrsg.), unter Mitarbeit von Ekkehard Jost: Reclams Jazzlexikon. Reclam, Stuttgart 2003, ISBN 3-15-010528-5.
- Martin Kunzler: Jazz-Lexikon. Band 1: A–L (= rororo-Sachbuch. Bd. 16512). 2. Auflage. Rowohlt, Reinbek bei Hamburg 2004, ISBN 3-499-16512-0.